# شهرستان فولیانگ
شهرستان فولیانگ (به لاتین: Fuliang County) یک منطقهٔ مسکونی در چین است که در جینگدیجن واقع شده‌است.